# Horisme peplodes
Horisme peplodes är en fjärilsart som beskrevs av Turner 1904. Horisme peplodes ingår i släktet Horisme och familjen mätare. Inga underarter finns listade i Catalogue of Life.